# Komety muskające Słońce
Komety muskające Słońce (ang. Sungrazing comet) – komety, które przechodząc przez punkt przysłoneczny swojej orbity, przechodzą ekstremalnie blisko powierzchni Słońca. Podczas takich spotkań może dojść do rozpadu tych komet, bądź mogą one ulec destrukcji w koronie słonecznej.
Przykładowe komety muskające Słońce:
- Wielka Kometa Wrześniowa z roku 1882,
- Kometa Howard-Koomen-Michels,
- 322P/SOHO,
- C/2011 W3 (Lovejoy).

Do komet muskających Słońce należy 5 grup: Kreutza, Krachta, Krachta II, Marsdena (Machholza) i Meyera. Grupa Kreutza jest najbardziej rozpowszechniona. Należy do niej ponad 4000 obiektów (aż 90% komet obserwowanych przez sondę SOHO należy do tej właśnie grupy komet). Do grupy Kreutza należy np. Kometa Ikeya-Seki. Komety z grupy Kreutza powstały prawdopodobnie w wyniku kolejnych rozpadów jednej, ogromnej komety przelatującej bardzo blisko Słońca w XII wieku. Zarówno do grupy Marsdena, jak i Krachta należy kometa 96P/Machholz; one też są źródłem dwóch rojów meteorów: Kwadrantyd (pochodzącego od planetoidy (196256) 2003 EH1) i Arietyd (pochodzącego od asteroidy (1566) Ikar).

## Grupa Kreutza
Przechodzą przez fotosferą Słońca, często rozpadają się. Znane komety to m.in. C/1965 S1 (keya-Seki) i C/2011 W3 (Lovejoy). Powstała ona z rozpadu dużej komety, możliwe, że z komety X/1106 C1. Są bardzo pospolite, jedna kometa z grupy Kreutza jest odkrywana na zdjęciach z SOHO średnio co 3 dni. Zdarzają się miesiące bez nie zobaczenia innej grupy komet, jak tylko Kreutz. Stanowią 85,6% wszystkich komet muskających Słońce.

## Grupa Meyera
Nie jest znane dokładnie macierzyste ciało tego obiektu. Jest to rzadka grupa komet, stanowi 6,8% komet muskających Słońce. Przykłady: SOHO-527 (C/2002 T2), SOHO-950 (C/2005 H9).

## Grupa Krachta i Marsdena
Ciałem macierzystym jest kometa 96P/Macholz. Są bardzo rzadkie, grupa Krachta stanowi tylko 1,1% komet muskających Słońce, natomiast Marsdena 1,5%. Przykłady komet Krachta: SOHO-782 (C/2004 J17), SOHO-1526 (C/2008 R7) i Marsdena: SOHO-408 (C/1999 N5) oraz SOHO-939 (C/2005 G2).

## Grupa Krachta II
Jest to ekstremalnie rzadka grupa komet, jedna odkrywana jest na kilka lat, zdarzały się przypadki kilku komet tego typu w ciągu roku. W ciągu działania programu Sungrazer Project, odkryto takich komet tylko 10. Stanowią 0,3% komet muskających Słońce.

## Bezgrupowe
Zdarzają się również komety bezgrupowe. Są rzadkie, stanowią tylko 4,8%.